# 吉田口駅
吉田口駅（よしだぐちえき）は、広島県安芸高田市甲田町下小原にある西日本旅客鉄道（JR西日本）芸備線の駅である。

## 概要
駅名は、旧高田郡の中心地である吉田町（現・安芸高田市吉田町）への入口であることに由来している。
駅は、実際の吉田町への入口に当たる場所よりも1km程南側（広島寄り）に位置している。これは、吉田町への分岐線を建設することを考慮したためである。
駅自体は小さく、また吉田町中心地区からもかなり離れている。
かつては急行列車の一部が停車していたが、急行列車の運転末期には全列車通過するようになり、現在は快速「みよしライナー」も通過となっている。
安芸高田市発足当時は、同市の代表駅であった。

## 歴史
芸備鉄道は、技術的事情により高田郡の中心地である吉田町を通らないルートでの建設が計画されたが、吉田町は町の存亡に関わる問題として吉田町を通るルートでの鉄道建設を強く求めた。吉田町は複数の代替ルート案を示すなどしたがいずれも技術的に困難とされ、最終的には吉田町の入り口に当たる駅を設けること、駅は将来的な吉田町への分岐線の建設が容易であるよう南寄りに設置することを条件に吉田町を通らないルートでの鉄道建設を認め、当駅が設置されることとなった。

### 延伸計画
当駅は単に吉田町への入口駅として設置されただけでは無く、将来的な吉田方面への路線の分岐駅となることも意図されていた。
1922年4月11日に鉄道敷設法が改正されると、広島県吉田口附近ヨリ大朝附近ニ至ル鉄道として当駅から吉田町を経て大朝町に至る鉄道が予定線となった。その後、この区間の鉄道敷設を目指した芸石鉄道が1927年（昭和2年）2月12日に設立されるなどしたが、着工には至らなかった。

### 年表
- 1915年（大正4年）4月28日：芸備鉄道開業時に開設[2]。
- 1937年（昭和12年）7月1日：芸備鉄道買収により国有化[2]。鉄道省芸備線の駅となる。
- 1971年（昭和46年）12月10日：貨物取扱廃止[5]。
- 1985年（昭和60年）3月14日：荷物扱い廃止[2]。
- 1986年（昭和61年）4月1日：無人駅化[6]
- 1987年（昭和62年）4月1日：国鉄分割民営化により西日本旅客鉄道（JR西日本）の駅となる[2]。
- 1989年（平成元年）：再度無人駅化（簡易委託駅化）[7]。
- 1992年（平成4年）11月：現駅舎竣工。
- 2018年（平成30年）7月6日：豪雨災害により営業休止。
- 2019年（平成31年）4月4日：三次駅 - 中三田駅間で暫定的に運転再開[8]。

## 駅構造
島式ホーム1面2線を有し、列車交換が出来る地上駅である。線路西側にある駅舎は集会所との合築であり、「プラットハウス」と名付けられたお好み焼き店が営業している。この駅舎を建てたのは旧・吉田町では無く旧・甲田町であり、地元の小原地域振興会が指定管理者となって管理している。なお、駅舎からホームへは構内踏切で連絡している。
三次鉄道部管理の簡易委託駅であるが、休業中のため現在は無人駅状態である（※再開時期は未定）。

### のりば
| のりば | 路線   | 方向 | 行先             |
| ------ | ------ | ---- | ---------------- |
| 1      | 芸備線 | 上り | 甲立・三次方面   |
| 2      | 芸備線 | 下り | 志和口・広島方面 |

- 2016年3月現在、ホームの方面案内板にのりば番号が表記されている。また、上り線は両方向の入線・発車に対応しているが、1線スルーでは無い。

## 利用状況
1日平均乗車人員は以下の通り。
| 年度                | 1日平均 乗車人員 | 出典   |
| ------------------- | ---------------- | ------ |
| 1989年（平成 元年） | 174              | [ 11 ] |
| 1990年（平成02年）  |                  |        |
| 1991年（平成03年）  |                  |        |
| 1992年（平成04年）  | 173              | [ 12 ] |
| 1993年（平成05年）  |                  |        |
| 1994年（平成06年）  |                  |        |
| 1995年（平成07年）  |                  |        |
| 1996年（平成08年）  |                  |        |
| 1997年（平成09年）  |                  |        |
| 1998年（平成10年）  | 124              | [ 13 ] |
| 1999年（平成11年）  |                  |        |
| 2000年（平成12年）  |                  |        |
| 2001年（平成13年）  |                  |        |
| 2002年（平成14年）  | 108              | [ 14 ] |
| 2003年（平成15年）  |                  |        |
| 2004年（平成16年）  |                  |        |
| 2005年（平成17年）  | 93               | [ 15 ] |
| 2006年（平成18年）  | 92               | [ 15 ] |
| 2007年（平成19年）  | 85               | [ 15 ] |
| 2008年（平成20年）  |                  |        |
| 2009年（平成21年）  | 78               | [ 16 ] |
| 2010年（平成22年）  | 81               | [ 16 ] |
| 2011年（平成23年）  | 91               | [ 16 ] |
| 2012年（平成24年）  | 82               | [ 16 ] |
| 2013年（平成25年）  | 74               | [ 16 ] |
| 2014年（平成26年）  | 61               | [ 16 ] |
| 2015年（平成27年）  | 72               | [ 16 ] |
| 2016年（平成28年）  | 62               | [ 16 ] |
| 2017年（平成29年）  | 52               | [ 17 ] |
| 2018年（平成30年）  | 37               | [ 17 ] |
| 2019年（令和 元年） | 46               | [ 17 ] |
| 2020年（令和02年）  | 47               | [ 18 ] |
| 2021年（令和03年）  | 55               | [ 19 ] |

## 駅周辺

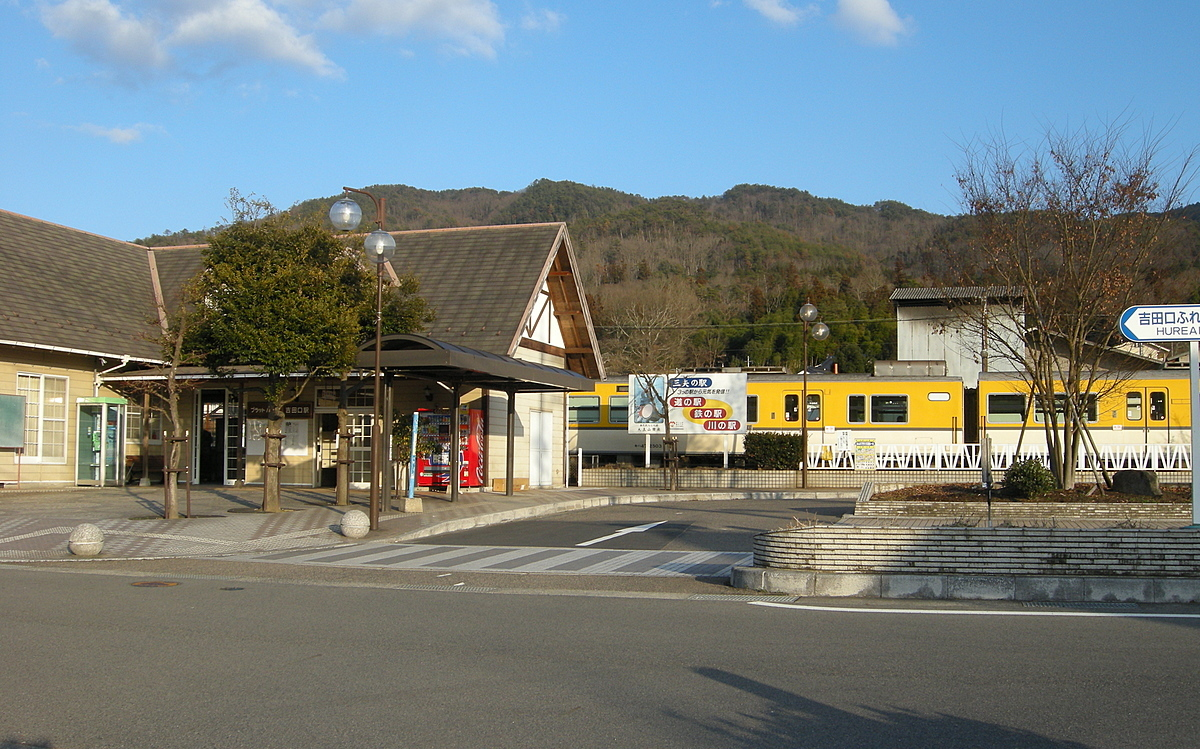
駅前（2009年1月）

駅前を横切る道路には「吉田口ふれあい通り」という愛称があり、その道路との交差点から広島県道212号線が広島県道37号線へ伸びる。駅付近は盆地となっているが、駅方面から吉田地域の中心地へ直通する道路は無いため、国道183号（※江の川沿いを通る道路）に出ないと行くことが出来ない。
- 安芸高田市役所 教育委員会教育支援センター
- 小原中央集会所「絆」
- 元祖 谷上農園[20] - ナシ園
- 山根観音堂
- 長見山城跡
- 小田郵便局
- 広島県道37号広島三次線
- 広島県道212号吉田口停車場線
- 戸島川

### バス路線
駅前ロータリー内に「吉田口駅」停留所があり、備北交通の高田南部線（吉田出張所 - 北部医療センター）が経由する。
注記
※日曜・祝日運休。北部医療センター行きの最終便は志屋止り。

## 隣の駅
西日本旅客鉄道（JR西日本）
 芸備線
■快速「みよしライナー」
通過
■普通
甲立駅 - 吉田口駅 - 向原駅